# Serdinya
Serdinya (em catalão:  Serdinyà) é uma comuna francesa na região administrativa da Occitânia, no departamento dos Pirenéus Orientais. Estende-se por uma área de 16.91 km², com 239 habitantes, segundo o censo de 2018, com uma densidade de 14 hab/km².